# Star TV

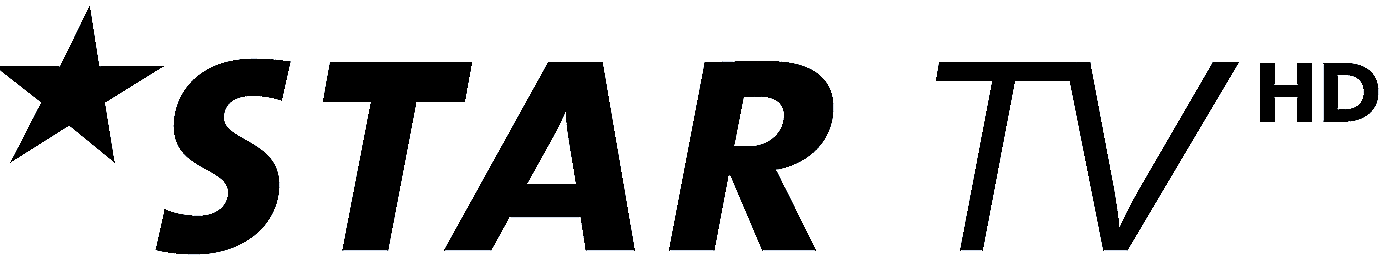
Logo von Star TV HD

Star TV ist ein Schweizer Privatsender, der über das Kabelnetz, IPTV sowie Internetfernsehen übertragen wird. 1995 gegründet von Paul Grau war er der erste Schweizer Privatfernsehsender. Er startete in Zürich mit einem Programm aus Film, Lifestyle und Entertainment. Der Sender expandierte im Laufe der Zeit in die Westschweiz und ins Tessin.
2009 erweiterte Star TV seine Verbreitung durch die Online-Verfügbarkeit seiner Sendungen auf der Sender-Website. Magazinsendungen wurden archiviert, und Live-Events konnten gestreamt werden. Die Neugestaltung des Internetauftritts spiegelte eine strategische Neuausrichtung wider, die eine breitere Publikumsreichweite erzielen sollte. Diese Schritte unterstrichen Star TVs Bestreben, als innovativer Sender im digitalen Zeitalter präsent zu sein.

## Programm
Star TV beschäftigt sich in erster Linie mit verschiedenen Unterhaltungsmedien, das heisst Kino/Film/Fernsehen (Making-of, Star-News, Film-Kritiken, DVD-News usw.), Computer-/Videospiele, Musik (hauptsächlich Video-Clips) und allgemeiner Unterhaltungselektronik. Weiteres: Klatsch & Tratsch, Lifestyle, Quiz-Show (ähnlich 9Live), Interviews, Musik-Clips und Spielfilme. Im Sport werden unter anderem werden jeweils montags Challenge-League-Spiele live gezeigt.

## Sparten

### GameTV
2007 lancierte Star TV auf Bluewin TV den Sender Game TV, einen 24-Stunden-Kanal für Computer- und Videospiele. Game TV steht für die Konzeption von Sendungen, die sich an aktuellen Trends in Community-Bildung, Online-Gaming, E-Sports und LAN-Partys orientieren. Das Programm umfasst sowohl Magazinformate als auch Serien und Spielfilme aus dem multimedialen Sektor.

### Lautstark
LautStark ist das Musikmagazin von Star TV und wurde 2006 lanciert. Von den neuesten Singles bis hin zu Festivals und Konzerten ist alles mit dabei.

### Shiva Live TV
Shiva Live TV wurde 1999 von Mike Shiva gegründet und bietet spirituelle Lebensberatung über Telefon und Chat an. Die Berater sind auf Bereiche wie Tarot, Hellsehen und Astrologie spezialisiert und unterstützen Ratsuchende bei verschiedenen Lebensfragen. Nutzer können Berater nach ihren Fachgebieten auswählen und ihr Guthaben für Beratungen flexibel aufladen, um die Kosten im Blick zu behalten.
Kritische Stimmen sehen kommerzielle Interessen und fehlende Qualifikationen.

## Der Gründer Paul Grau
Paul Grau gilt als Schweizer Privatfernsehpionier. Bevor er im August 1995 den nationalen Privatfernsehsender Star TV gründete, war er bereits als Produzent tätig und schuf über 100 Dokumentarfilme und Videoclips mit bekannten internationalen Künstlern wie den Rolling Stones, Adriano Celentano, Nina Hagen, Udo Jürgens und Yello. Paul Grau zeichnete verantwortlich dafür, dass auf dem Sender unter anderem das erste Mal die Miss Schweiz Wahlen oder die Street Parade landesweit und live übertragen wurden.

## Sendungen
Diese Liste enthält eine Auswahl aktueller Sendungen (Stand 2020) auf Star TV.
- FilmApp
- FilmApp Live
- Star News